# منطقة سافا
منطقة سافا هي واحدة من المناطق الإدارية في مدغشقر. تقع شمال شرق الجزيرة و عاصمتها مدينة سامبافا. تحدها من الشمال منطقة ديانا و من الغرب منطقة صوفيا و من الجنوب منطقة انالانجيروفو. اسم منطقة سافا عبارة عن اسم تاجي (أكرونيم) مركب من أوائل حروف مدنها الرئيسية الأربعة: سامبافا (Sambava)، انتالاها (Antalaha)، فوهيمار (Vohémar)، اندابا (Andapa).
في 2004 قدر عدد سكان المنطقة ب 805,300 نسمة في حين تبلغ المساحة الكلية 25518 كم². المنطقة تحتوي على العديد من المناطق البرية مثل الحديقة الوطنية ماروجيجي.
تشتهر منطقة سافا بزراعة الفانيليا.